# Střední říše
Střední říše je období dějin starověkého Egypta odpovídající době vlády části 11. dynastie a 12. dynastie (přibližně 2040 (2055)- 1786 před n. l.). Někteří autoři do tohoto období zařazují také první polovinu 13. dynastie (pak by toto období zahrnovalo roky 2040 (2055)- 1650 před n. l.). Období Střední říše následovalo po První přechodné době a předcházelo Druhé přechodné době.

## Politické dějiny

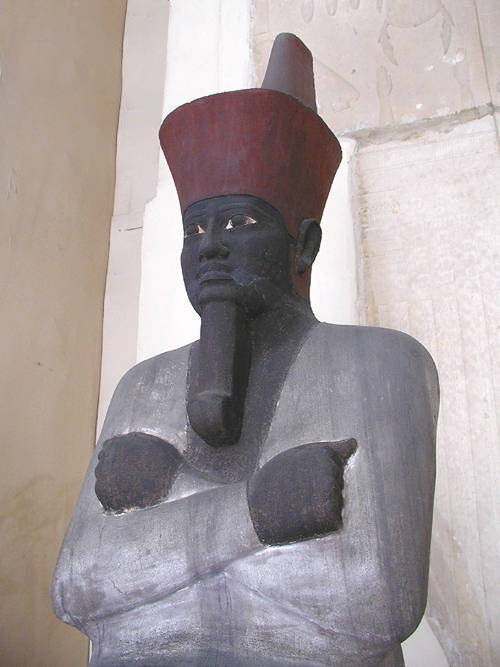
Pískovcová socha sedícího znovusjednotitele Egypta Nebhepetre Mentuhotepa II. s červenou korunou Dolního Egypta. Barvený pískovec z období 11. dynastie (asi 2060-2010 př. n. l.). Umístěna je v Egyptian Museum v Káhiře

Panovník Mentuhotep II., pocházející z Théb, znovu sjednotil Egypt a vybudoval centrální správu. Snížil pravděpodobně počet nomarchů – správců jednotlivých egyptských nomů. Jeho následovníci svou moc upevňovali.
Následující 12. dynastie, kterou založil Amenemhet I., převzala Egypt sjednocený a vůči okolním zemím používala taktiku darů, vojenských výprav a přátelské diplomacie. Pouze s asijskými kraji udržovali přátelské obchodní vztahy.
Hlavním městem byla Amenemhet-ic-tauej (“Amenemhet se zmocnil Obou zemí”), jejíž název se zkracuje na Ictavej. Toto město se nacházelo dnešního Lištu, nedaleko vstupu do fajjúmské oázy.
Amenemhet I. zavedl spoluvladařství se svým nástupcem a tak zajistil bezproblémový přechod panovníkovy moci po své smrti. Jeho příkladu následovali všichni panovníci 12. dynastie a také panovníci v dobách mnohem pozdějších.
Senusret III. zrušil dědičnost úřadu nomarchy. Již dříve ale byli na dvory nomarchů dosazeni královští kontroloři všech příjmů, aby nedošlo ke krácení panovníkových příjmů.

## Panovnické dynastie

### 11. dynastie
Do této doby patří z této dynastie poslední tři panovníci jména Mentuhotep. Nebhepetre Mentuhotep II. znovu sjednotil Egypt a vybudoval centrální správu. Také se znovu pokusil ovládnout Núbii, která se během Prvního přechodného období osamostatnila a také otevřel novou cestu z Egypta do Puntu.

### 12. dynastie

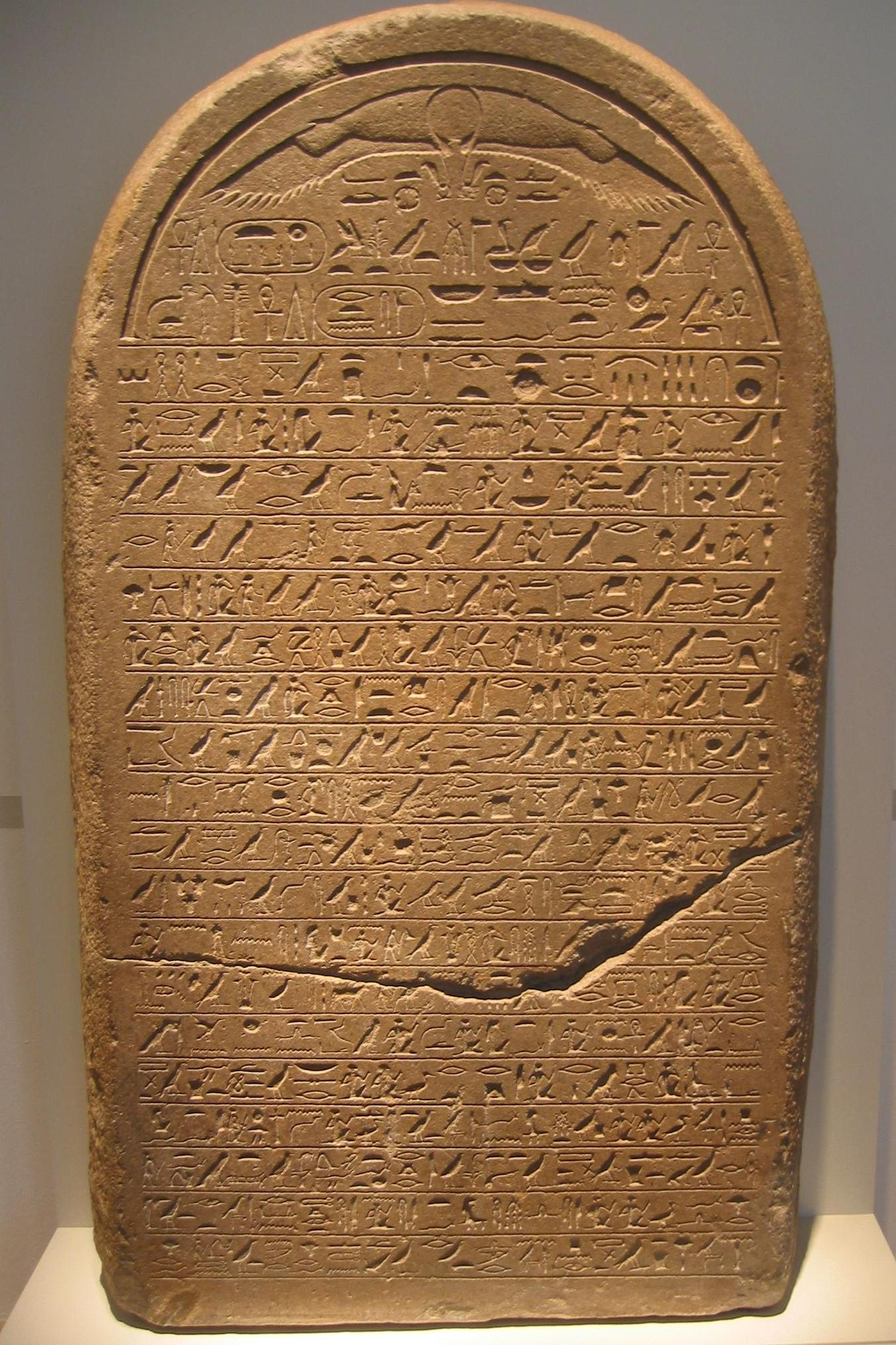
Hraniční stéla Senusreta III. nalezená v Semně v Súdánu

Amenemhet I., zakladatel této dynastie byl nekrálovského původu. Byl původně vezírem posledního faraona 11. dynastie Mentuhotepa III. Na obranu proti útokům z oblasti Sinajského poloostrova vybudoval v místě Suezské šíje řetěz pevnůstek zvaných Vládcovy zdi. Ke konci života začal budovat proti útokům z oblasti Núbie řetěz pevností podél Nilu. Začínal u prvního nilského kataraktu a pokračoval až po druhý katarakt. Tyto pevnosti dokončili jeho následovníci. Amenemhet I. zavedl spoluvládu se svým synem a zajistil tak plynulost přechodu vlády do rukou svého nástupce.
Senusret I. vládl zpočátku se svým otcem a po jeho zavraždění převzal vládu zcela. Claude Obsomer v roce 1995 však spoluvládu zpochybnil. Senusret I. vyslal několik výprav do Núbie a Asie. Za jeho vlády se po celé zemi stavěly monumenty na všech hlavních kultovních místech Egypta současně. Pokusil se tak omezit moc místních chrámů a kněží. Stavěly se malé svatyně (“kenotafy”), tento zvyk pak pokračoval také v Nové říši.
Senusret II. nechal propojit kanály Fajjúmskou oázu s vodní cestou, dnes nazývanou Bahr Júsuf, a odčerpával tak vodu z jezera Fajjúm do jezera Moersis. Získával tak novou půdu, která byla využívána k zemědělským účelům.
Nejznámějším panovníkem 12. dynastie je Senusret III. Znovu dobyl Núbii a v pevnostech Semna a Uronarti nechal vztyčit stély, které vyznačovaly jižní hranici jeho říše. Podnikl také výpravu do Palestiny proti Asijcům.

### 13. dynastie
Panovníci 13. dynastie pokračovali v politice předchozích panovníků. Z tohoto období nepochází tolik královských stavebních památek, nalezená umělecká díla se však nijak ve své dokonalosti neliší od svých předchůdců. Proto někteří autoři zařazují období vlády části 13. dynastie (až do vlády Neferhotepa I. asi 1740 – 1729 př. n. l.) do období Střední říše.
Neferhotep I. již pravděpodobně neovládal celý Egypt. Po něm vládli jeho bratři Sihathor a Sebekhotep IV. a posléze syn Sebekhotepa IV. Tato dynastie skončila vládou Sebekhotepa V. kolem roku 1723 př. n. l. Za vlády Sebekhotepa IV. začala Núbie projevovat odpor, který skončil ustanovením egyptských králů v Kermě. Egypt se rozdělil na menší části, které daly vznik Druhému přechodnému období v dějinách Starověkého Egypta.

## Hospodářství
Většina půdy patřila panovníkovi nebo chrámům nebo velkým vlastníkům půdy. V úrodné Fajjúmské oáze byli usazování noví osadníci, kteří dostali od faraona 1500 m2 půdy a domek. V něm bydlilo vždy pět dělníků se svým představeným a pozemky museli obdělávat podle zvláštního plánu. Pokud některý z těchto zemědělců utekl, byl stíhán a přiveden zpět. Faraon tak zajistil, aby se oáza stala jakousi obilnicí Egypta.
Zavedením monopolu na zahraniční obchod a námořní plavbu se panovník stal hospodářsky nezávislým na poplatcích nomarchů. Obchodovalo se s Mínojskou říší, s Předním východem (syrský Byblos) a africkou zemí Punt.

## Kultura

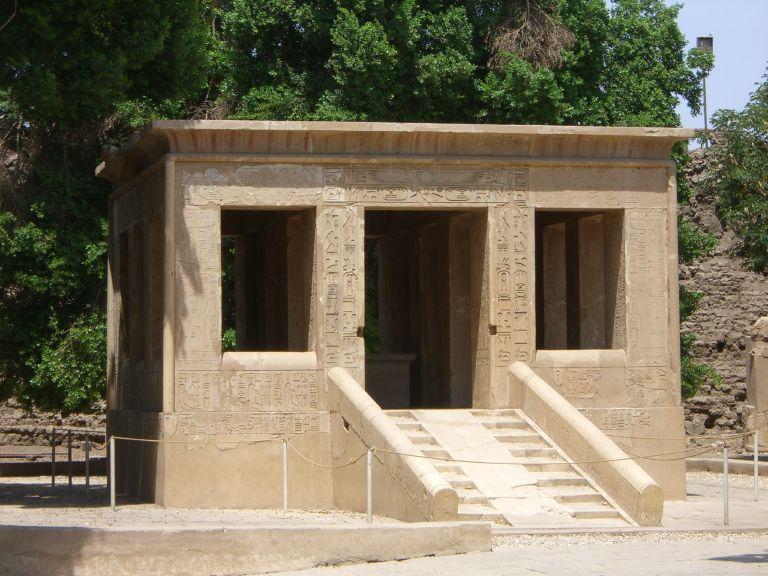
Kenotaf Senusreta I. v muzeu v Karnaku

Za vlády Senusreta II. začaly být královské sochy vytesávány se snahou zachytit skutečnou tvář panovníka. Tato snaha vyvrcholila za vlády Senusreta III., kdy i bohatí příslušníci společnosti začali napodobovat tento trend.
Za vlády Amenemheta III. dosáhla kultura Střední říše vrcholu. Tento panovník rozšiřoval svatyně a jeho dochované sochy patří k nejpropracovanějším portrétům. Pohřben byl v pyramidě v Hawwáře. Zádušní chrám patřící k jeho pyramidě byl pro své množství místností nazván Labyrintem. Popsal jej Hérodotos, Strabón a Plinius starší. Chrám v 19. století prozkoumal britský archeolog William Flinders Petrie. Pokusy o jeho rekonstrukci jsou však dosud neúspěšné.
Během Střední říše došlo k rozvoji literatury. Bylo vytvořeno mnoho příběhů jako jsou Povídka o Sinuhetovi, Povídka o trosečníkovi. Dochovala se také náboženská a filosofická díla – Hymnus na Hapiho, Satira o zaměstnáních, Rozhovor muže s jeho “duší” a naučení, ve kterých faraon dává rady svému následovníkovi – Naučení pro krále Merikarea, Naučení Amenemheta I. (tento text byl pravděpodobně sepsán až za vlády Senusreta I.)
V pohřbívání došlo k demokratizaci. Zvyky, které byly dříve vyhrazeny pouze panovníkovi se začaly objevovat i u prostých lidí. Nekrálovské rakve začaly být zdobeny Texty rakví, které vznikly kombinací Textů pyramid a novějšími pohřebními skladbami.
Během 12. dynastie se dna rakví začala zdobit mapami znázorňujícími cesty do podsvětí doplněných výňatky z Knihy dvou cest.
Mnoho hrobek Střední říše obsahovalo modely zachycující každodenní prostý život, například model egyptské kuchyně, obilního skladiště, sčítání dobytka ke stanovení královské daně.
|  |  |  |  |

## Náboženství
Významné místo zaujímalo v této době heliopolské náboženské centrum, kde byli uctíváni sluneční bozi Re a Atum. Podle jména faraonů Amenemhet se domníváme, že na moci začal nabývat bůh Amon, který měl chrám ve Vesetu (Amenemhet znamená "Amon je v čele"). Faraoni jménem Senvosret se pokusili posílit kněžstvo bohyně Vosrety (Senvosret znamená "Muž bohyně Vosrety"), ale její uctívání se u panovníků příliš neujalo.
V celém Egyptě byl uctíván bůh Usire, protože se ustálily představy o posmrtném životě, které také vyjadřují Texty rakví.